# Йохан Фридрих Карл фон Алвенслебен
Йохан Фридрих Карл фон Алвенслебен (на немски: Johann Friedrich Karl I fon Alvensleben; * 26 октомври 1714, Магдебург; † 16 май 1795, Хам Комон, Англия) е благородник от род „фон Алвенслебен“ и министър на Хановер и Великобритания.

## Биография
Той е най-големият син на хановерския министър Рудолф Антон фон Алвенслебен (1688 – 1737) и първата му съпруга Елеонора фон Дизкау (1685 – 1721). Баща му се жени втори път за Шарлота София фон Алвенслебен от Еркслебен (1682 – 1739). По-малкият му брат Гебхард Август фон Алвенслебен (1719 – 1779) е баща на Филип Карл фон Алвенслебен (1745 – 1802), дипломат и пруски военен министър (1791 – 1802).
Йохан Фридрих Карл следва в университета в Хелмщет и след това работи в имперския камерен съд във Вецлар. През 1736 г. става камара-съветник в Хановер. През 1745 г. отива като кур-хановерски пратеник в Дрезден, през 1754 г. като дрост- и консисториал-президент в Ратцебург.
През 1771 г. английският крал Джордж III го прави държавен министър и „шеф на немската канцлай“ (министър за хановерските работи) в Лондон. Там той е до смъртта си.
Йохан Фридрих Карл I фон Алвенслебен е от Нойгатерслебен в Саксония-Анхалт и наследява бащиното имение Рандау при Магдебург. Там той построява след 1742 г. нова къща, различни сгради, няколко къщи за работници, млекарница и вятърна мелница, една къща за вдовици на предигерите и множество къщи за колонисти. По-късно той наследява дворец Хундисбург в Халденслебен, който по-късно получава племенникът му пруският първи министър Филип Карл фон Алвенслебен.
Йохан Фридрих Карл фон Алвенслебен умира на 81 години неженен на 16 май 1795 г. във вилата си Хам Комон в Англия. Погребан е в немската църква в Лондон.